# Azteca 7
Azteca 7 (con sede principal de transmisiones en el indicativo de señal XHIMT-TDT) es una cadena de televisión mexicana privada propiedad de Televisión Azteca. Su programación de carácter generalista, se ha caracterizado (en la mayor parte de su historia) por tener un corte juvenil e infantil con la emisión de caricaturas y series de comedia, lo que lo ha hecho el principal competidor a nivel nacional en TV abierta de Canal 5* de Televisa.

## Historia
El canal tiene sus antecedentes en la Red Nacional 7 de Imevisión, que inició el 15 de mayo de 1985. En 1990, se desincorpora de Imevisión y deja de transmitir programación propia para ser repetidor de la señal del Canal 13. En agosto de 1993, se concreta la subasta de la infraestructura de Imevisión, resultando ganador Grupo Elektra del empresario Ricardo Salinas Pliego, dando lugar a Televisión Azteca.
A partir de octubre de 1993, se comienza a producir una programación independiente, ya como parte de Televisión Azteca. El primer nombre con el que se le conoció fue el de «Tu Visión». A partir de ese entonces, adopta un perfil juvenil al transmitir eventos deportivos, series y películas de gran renombre, como por ejemplo, Los Simpson, que se ha vuelto característico del canal por más de 2 décadas. A la par de su programación, también su logotipo ha sufrido distintas modificaciones.
Hoy en día, Azteca 7 transmite en señal abierta para el territorio mexicano por medio de estaciones repetidoras de forma continua las 24 horas (tiempo del Centro de México). De la misma forma es distribuido por las compañías de cable, y en televisión satelital a través del sistema SKY México, y desde septiembre de 2013, en Dish México. Azteca 7 está disponible en alta definición en varias ciudades del país.
A partir de 1998, sus programas empiezan a presentar logotipo en pantalla, y desde el 2007, el logo es más dinámico e informativo; incluso dando más información de la programación y a ser más dinámicos con sus programas. También ha cambiado los tiempos para su programación: en 2013, presentó un bloque de caricaturas desde las 09:00 y dura una hora; desde las 10:00, presentó algunos programas de revista. En 2015, la programación matutina fue cancelada debido a medidas de austeridad en Televisión Azteca. Entre semana, se transmiten series extranjeras y algunos programas propios. Los fines de semana, gran parte de su programación son películas internacionales. También tienen una programación deportiva como los espacios Box Azteca y Lucha Azteca y partidos de fútbol de la Liga Mexicana.
Entre los géneros que se han transmitido por Azteca 7, han destacado las caricaturas, películas y series internacionales. En deportes, históricamente llegó a exhibir encuentros de Básquetbol de la NBA, la UEFA Champions League, la UEFA Europa League y la CONMEBOL Copa América. En la actualidad, ha transmitido partidos de Fútbol Americano de la NFL a través de partidos en transmisión simultánea y las respectivas finales. En fútbol, reemplazó a Azteca Uno en la transmisión del fútbol; la lista incluye: cinco equipos de la Liga MX; la CONCACF Copa Oro, la Copa Mundial de la FIFA, y todos los partidos amistosos y partidos oficiales eliminatorios de la Selección Mexicana de Fútbol (excepto categorías femenil y respectivas categorías inferiores). Transmite también la Lucha Libre AAA (bajo la marca "Lucha Azteca"), encuentros de Box (bajo la marca "Box Azteca"), encuentros esporádicos de Tenis y recientemente empezó a transmitir encuentros de póquer, realizados por la World Poker Tour. Azteca 7 también transmite los Juegos Olímpicos, devolviéndose los derechos por primera vez desde 2012 (Los derechos de los Juegos Olímpicos de 2014, 2016 y 2018 fueron asumidos por América Móvil, ESPN y Fox Sports).

### Historia de su contrapartedigital
En 2007, TV Azteca comenzó una etapa de pruebas en su canal HD, insertando una programación totalmente diferente a su contraparte en analógico; como si fuese un cuarto canal. No obstante, esto era ilegal ya que la licitación de espectro radioeléctrico de televisión únicamente es para transmitir de forma comercial los mismos contenidos y programación que su contraparte análoga, mientras se dan de baja los servicios de televisión análoga en 2022 (en el IV Informe de Gobierno, el presidente de la República, Felipe Calderón Hinojosa, proclamó un decreto para anticipar el apagón en 2015). Su contenido era totalmente en alta definición con películas, documentales y algunas series, adquiridas en formato Blu-ray por el Departamento de Alta Definición, a cargo por Benjamín Acosta y Gilberto de los Santos. La programación de este canal rompía el acuerdo de transmisiones HD que tenía con la Secretaría de Comunicaciones y Transportes, es decir, en teoría debería ser la misma programación en ambas transmisiones. También transmitía el informativo de una hora simultáneamente con su contraparte analógica. Transmitía unas series simultáneamente en 16:9 hechas por TV Azteca y algunos partidos de fútbol, aunque algunos programas simultáneos eran en 4:3 escalado para “rellenar” el formato 16:9 de HDTV.
Desde 2010, la transmisión digital del canal ya no tiene una programación distinta, sino los programas que se encuentran en su contraparte analógica. Hasta 2013, cuando se insertó un fondo de dos barras horizontales con el nombre del canal, conservando el formato original, la imagen en SDTV se estiraba para llenar la relación de aspecto del HDTV.
Al igual que todos los canales analógicos transmitiendo para el Valle de México, la transmisión analógica de XHIMT dejó de operar el 17 de diciembre de 2015 a las 00:00 sin haber ningún cambio o afectación a la programación de Azteca 7 y/o XHIMT-TDT.

### Perfil de programación
El 17 de octubre de 2016, Azteca 7 cambia radicalmente su programación diaria, con producción propia un tanto experimental con conductores jóvenes, la mayoría siendo "caras nuevas", y se estrena su primera serie estelar producida por TV Azteca y Eureka TV, Entre Correr y Vivir. Para marzo de 2017, las producciones propias fueron canceladas o movidas a Azteca Trece, regresando al perfil tradicional de programas adquiridos. El canal rediseñó la programación a inicios de 2017, con nuevas barras infantiles tanto de Disney como de Cartoon Network, entre las que destacan Las Chicas Superpoderosas, Ben 10 (2016) y Escandalosos. Actualmente la programación de Azteca 7 consiste en una barra infantil con la producciones de Disney Junior y Cartoon Network en un bloque conocido como «Kidsiete»; en las tardes presenta una barra de series tanto nacionales como internacionales desde las 17:00 horas. Los viernes y los fines de semana, presenta partidos de la Liga MX desde las 19 horas. Los sábados y domingos, además de caricaturas adicionales, presenta películas tanto estelares como producidas para televisión.

## Retransmisión por televisión abierta
Azteca 7 transmite en alta definición con una resolución de 1920x1080 (1080i) en las estaciones principales, mientras que transmite en Definición estándar en 640x480 (480p) en estaciones secundarias; en ambos casos, en relación 16:9.
Por disposición oficial, a partir del 17 de octubre del 2017, el IFT determinó que el canal virtual asignado para esta cadena es el 7.1, con las excepciones de dos estaciones; debido a que el canal virtual asignado está siendo utilizado por canales estadounidenses de televisión cuyas señales llegan a México, impidiendo su uso: XHEXT-TDT de Mexicali, Baja California y XHCJH-TDT de Ciudad Juárez, Chihuahua, las cuales tienen asignado el canal 20.1, y XHTIT-TDT de Tijuana, Baja California, que tiene asignado el canal 21.1.
| Distintivo                                                    | Canal digital | Poblaciones obligatorias a servir           |
| ------------------------------------------------------------- | ------------- | ------------------------------------------- |
| XHIMT-TDT                                                     | 24            | Ciudad de México y área metropolitana.      |
| XHLGA-TDT                                                     | 29            | Aguascalientes, Aguascalientes.             |
| XHCVO-TDT                                                     | 38            | Calvillo, Aguascalientes.                   |
| XHENT-TDT                                                     | 20            | Ensenada, Baja California.                  |
| XHIDC-TDT                                                     | 23            | Isla Cedros, Baja California.               |
| XHEXT-TDT*                                                    | 25            | Mexicali, Baja California.                  |
| XHTIT-TDT***                                                  | 29            | Tijuana, Baja California.                   |
| XHBAB-TDT                                                     | 27            | Bahía Asunción, Baja California Sur.        |
| XHBTB-TDT                                                     | 21            | Bahía de Tortugas, Baja California Sur.     |
| XHCCB-TDT                                                     | 26            | Ciudad Constitución, Baja California Sur.   |
| XHGNB-TDT                                                     | 24            | Guerrero Negro, Baja California Sur.        |
| XHPBC-TDT                                                     | 25            | La Paz, Baja California Sur.                |
| XHSIB-TDT                                                     | 22            | San Ignacio, Baja California Sur.           |
| XHSIS-TDT                                                     | 21            | San Isidro, Baja California Sur.            |
| XHSJC-TDT                                                     | 26            | San José del Cabo, Baja California Sur.     |
| XHSRB-TDT                                                     | 24            | Santa Rosalía, Baja California Sur.         |
| XHCAM-TDT                                                     | 24            | Campeche, Campeche.                         |
| XHCCT-TDT                                                     | 31            | Ciudad del Carmen, Campeche.                |
| XHECA-TDT                                                     | 27            | Escárcega, Campeche.                        |
| XHCOM-TDT                                                     | 30            | Comitán de Domínguez, Chiapas.              |
| XHMCH-TDT                                                     | 25            | Motozintla, Chiapas.                        |
| XHCSA-TDT                                                     | 15            | San Cristóbal de las Casas, Chiapas.        |
| XHJU-TDT                                                      | 36            | Tapachula, Chiapas.                         |
| XHTON-TDT                                                     | 30            | Tonalá, Chiapas.                            |
| XHECH-TDT                                                     | 21            | Chihuahua, Chihuahua.                       |
| XHCGJ-TDT                                                     | 21            | Ciudad Camargo, Chihuahua.                  |
| XHCJH-TDT**                                                   | 36            | Ciudad Juárez, Chihuahua.                   |
| XHHDP-TDT                                                     | 22            | Hidalgo del Parral, Chihuahua.              |
| XHMLA-TDT                                                     | 27            | Monclova, Coahuila.                         |
| XHSBC-TDT                                                     | 34            | Nueva Rosita, Coahuila.                     |
| XHPFE-TDT                                                     | 28            | Parras de la Fuente, Coahuila.              |
| XHPNG-TDT                                                     | 32            | Piedras Negras, Coahuila.                   |
| XHLLO-TDT                                                     | 33            | Saltillo, Coahuila.                         |
| XHCOL-TDT                                                     | 19            | Colima, Colima.                             |
| XHNCI-TDT                                                     | 31            | Manzanillo, Colima.                         |
| XHTCO-TDT                                                     | 29            | Tecomán, Colima.                            |
| XHDRG-TDT                                                     | 32            | Durango, Durango.                           |
| XHGZP-TDT                                                     | 18            | Gómez Palacio, Durango. Torreón, Coahuila.  |
| XHSPC-TDT                                                     | 25            | San Pedro del Gallo, Durango.               |
| XHCCG-TDT                                                     | 17            | Celaya, Guanajuato.                         |
| XHACC-TDT                                                     | 36            | Acapulco, Guerrero.                         |
| XHCHL-TDT                                                     | 28            | Chilpancingo, Guerrero.                     |
| XHTUX-TDT                                                     | 29            | Iguala, Guerrero.                           |
| XHIXZ-TDT                                                     | 25            | Zihuatanejo, Guerrero.                      |
| XHPHG-TDT                                                     | 36            | Pachuca, Hidalgo.                           |
| XHAFC-TDT                                                     | 23            | San Nicolás Jacalá, Hidalgo.                |
| XHSFJ-TDT                                                     | 31            | Guadalajara y área metropolitana, Jalisco.  |
| XHPVJ-TDT                                                     | 23            | Puerto Vallarta, Jalisco.                   |
| XHLUC-TDT                                                     | 35            | Toluca, Estado de México.                   |
| XHBUR-TDT                                                     | 32            | Morelia, Michoacán.                         |
| XHRAM-TDT                                                     | 23            | Zamora, Michoacán.                          |
| XHTCM-TDT                                                     | 15            | Zitácuaro, Michoacán.                       |
| XHCUV-TDT                                                     | 22            | Cuernavaca, Morelos.                        |
| XHLBN-TDT                                                     | 31            | Tepic, Nayarit.                             |
| XHFN-TDT                                                      | 17            | Monterrey y área metropolitana, Nuevo León. |
| XHHDL-TDT                                                     | 29            | Huajuapan, Oaxaca.                          |
| XHPSO-TDT                                                     | 30            | Matías Romero, Oaxaca.                      |
| XHDG-TDT                                                      | 26            | Oaxaca, Oaxaca.                             |
| XHJP-TDT                                                      | 23            | Puerto Escondido, Oaxaca.                   |
| XHSMT-TDT                                                     | 36            | San Miguel Tlacotepec, Oaxaca.              |
| XHTEM-TDT                                                     | 27            | Puebla, Puebla.                             |
| XHTHP-TDT                                                     | 34            | Tehuacán, Puebla.                           |
| XHQUE-TDT                                                     | 34            | Querétaro, Querétaro.                       |
| XHAQR-TDT                                                     | 25            | Cancún, Quintana Roo.                       |
| XHCQO-TDT                                                     | 26            | Chetumal, Quintana Roo.                     |
| XHKD-TDT                                                      | 27            | Ciudad Valles, San Luis Potosí.             |
| XHCDI-TDT                                                     | 22            | Matehuala, San Luis Potosí.                 |
| XHCLP-TDT                                                     | 22            | San Luis Potosí, San Luis Potosí.           |
| XHTZL-TDT                                                     | 24            | Tamazunchale, San Luis Potosí.              |
| XHDO-TDT                                                      | 35            | Culiacán, Sinaloa.                          |
| XHMIS-TDT                                                     | 31            | Los Mochis, Sinaloa.                        |
| XHDL-TDT                                                      | 31            | Mazatlán, Sinaloa.                          |
| XHCAN-TDT                                                     | 25            | Cananea, Sonora.                            |
| XHBK-TDT                                                      | 35            | Ciudad Obregón, Sonora.                     |
| XHHO-TDT                                                      | 24            | Hermosillo, Sonora.                         |
| XHNOA-TDT                                                     | 24            | Nogales, Sonora.                            |
| XHPPS-TDT                                                     | 21            | Puerto Peñasco, Sonora.                     |
| XHLAV-TDT                                                     | 33            | La Venta, Tabasco.                          |
| XHVIH-TDT                                                     | 23            | Villahermosa, Tabasco.                      |
| XHCDT-TDT                                                     | 29            | Ciudad Victoria, Tamaulipas.                |
| XHOR-TDT                                                      | 33            | Matamoros y Reynosa, Tamaulipas.            |
| XHLAT-TDT                                                     | 33            | Nuevo Laredo, Tamaulipas.                   |
| XHTAU-TDT                                                     | 21            | Tampico, Tamaulipas.                        |
| XHCTZ-TDT                                                     | 18            | Coatzacoalcos, Veracruz.                    |
| XHCPE-TDT                                                     | 33            | Perote, Veracruz.                           |
| XHSTE-TDT                                                     | 32            | Santiago Tuxtla, Veracruz.                  |
| XHMEY-TDT                                                     | 33            | Mérida, Yucatán.                            |
| XHVAD-TDT                                                     | 24            | Valladolid, Yucatán.                        |
| XHIV-TDT                                                      | 36            | Zacatecas, Zacatecas.                       |
| Estaciones de Azteca Uno con Azteca 7 como multiprogramación. |               |                                             |
| XHFEC-TDT                                                     | 21            | San Felipe, Baja California.                |
| XHJCH-TDT                                                     | 24            | Ciudad Jiménez, Chihuahua.                  |
| XHCGC-TDT                                                     | 24            | Nuevo Casas Grandes, Chihuahua.             |
| XHHR-TDT                                                      | 16            | Ojinaga, Chihuahua.                         |
| XHVEL-TDT                                                     | 22            | Cuencamé, Durango.                          |
| XHTGN-TDT                                                     | 24            | Tulancingo, Hidalgo.                        |
| XHINC-TDT                                                     | 24            | Pinotepa Nacional, Oaxaca.                  |
| XHPVC-TDT                                                     | 25            | Felipe Carrillo Puerto, Quintana Roo.       |
| XHHN-TDT                                                      | 21            | Guaymas, Sonora.                            |
| XHFET-TDT                                                     | 21            | San Fernando, Tamaulipas.                   |
| XHHP-TDT                                                      | 28            | Soto la Marina, Tamaulipas.                 |
| XHAZL-TDT                                                     | 32            | Cerro Azul, Veracruz.                       |
| XHKC-TDT                                                      | 34            | Fresnillo, Zacatecas.                       |
| XHCPZ-TDT                                                     | 27            | Sombrerete, Zacatecas.                      |

- - Estaciones con canal virtual 20.1.
- - Estaciones con canal virtual 21.1.

*XHEXT-TDT. No tienen asignado el canal virtual 7.1 debido a que la estación KVYE-DT de El Centro, California, ciudad cercana a Mexicali, utiliza el canal 7.1 virtual para su afiliación local a Univision. Utiliza el canal virtual 20.1

**XHCJH-TDT. No tienen asignado el canal virtual 7.1 debido a que la estación KVIA-DT de El Paso, Texas utiliza el canal 7.1 virtual para su afiliación local a The CW (y un subcanal operado por ABC News). Utiliza el canal virtual 20.1

***XHTIT-TDT. No tienen asignado el canal virtual 7.1 debido a que la estación KZTC-LD de San Diego, California, ciudad cercana a Tijuana, utiliza el canal 7.1 virtual para su afiliación local a KZTC-LD. Utiliza el canal virtual 21.1

### Otras estaciones
| Distintivo | Canal digital | Canal virtual | Población                 | Notas |
| ---------- | ------------- | ------------- | ------------------------- | --- |
| XHCBM-TDT  | 24            | 1.2           | Pátzcuaro, Michoacán.     | Estación de Azteca Uno. Las estaciones de Azteca 7, XHBUR-TDT y XHRAM-TDT, transmiten en la misma zona de cobertura de XHCBM-TDT. |
| XHPCE-TDT  | 33            | 1.2           | Puerto Escondido, Oaxaca. | Estación de Azteca Uno. La estación de Azteca 7, XHJP-TDT, transmite en la misma zona de cobertura de XHPCE-TDT.                  |